# Agaricomicets
Els agaricomicets (Agaricomycetes) són una classe de fongs de la divisió o fílum dels basidiomicots (Basidiomycota). Tots els membres de la classe produeixen basidiocarps (bolets) i la seva mida va de pocs mm fins als poliporals, que fan un metre de diàmetre i pesen 130 kg. El grup inclou el que sembla l'organisme més vell de la Terra, el miceli d'Armillaria gallica, amb 1.500 anys.
Gairebé totes les espècies d'aquesta classe són terrestres (unes poques en són aquàtiques); existeixen en un ampli marge d'ambients i la majoria s'alimenten de substàncies en descomposició, com la fusta morta. Tanmateix, algunes espècies són patògenes o paràsits i d'altres simbiòtiques, com els fongs ectomicorrícics.

## Taxonomia
El tàxon és aproximadament igual a l'antiga classe Homobasidiomycetes amb la inclusió d'Auriculariales i Sebacinales. Inclou no sols els bolets sinó també la majoria de les espècies dels antics tàxons Gasteromycetes i Homobasidiomycetes.
La classe dels agaricomicets inclou 24 ordres:
- Ordre Agaricales
- Ordre Amylocorticiales
- Ordre Atheliales
- Ordre Auriculariales
- Ordre Boletales
- Ordre Cantharellales
- Ordre Corticiales
- Ordre Geastrales
- Ordre Gloeophyllales
- Ordre Gomphales
- Ordre Hymenochaetales
- Ordre Hysterangiales
- Ordre Jaapiales
- Ordre Lepidostromatales
- Ordre Phallales
- Ordre Polyporales
- Ordre Russulales
- Ordre Sebacinales
- Ordre Sistotremastrales
- Ordre Stereopsidales
- Ordre Thelephorales
- Ordre Trechisporales
- Ordre Tremellodendropsidales
- Ordre Xenasmatellales